# Mozar Terra
Mozar Terra foi um pianista, arranjador e compositor brasileiro. Nascido em 1950, em Lavras, interior de Minas Gerais, Mozar iniciou a carreira profissional desde cedo, aos 14 anos, tocando em bailes de sua cidade natal. Radicou-se na França, onde gravou dois álbuns Ponto dos Músicos e Minuano, ambos com o baterista Nenê. Já no Brasil, depois de sua volta, participou de alguns projetos, entre os quais "Projeto Tom Brasil", gravando CDs com Egberto Gismonti, Paulo Moura, Wagner Tiso, Raphael Rabello, entre outros; e "Projeto Chorando Alto".
Lançou seu último disco Caderno de Composições em 2005 pelo selo Maricata. Com uma carreira de 30 anos, Mozar acompanhou artistas como Joyce, Caetano Veloso e Lúcio Alves.
Faleceu em 12 de janeiro de 2006, em São Paulo, capital do estado homônimo, vítima de câncer no pulmão.